# Lev livet!
"Lev livet!" framfördes av Magnus Carlsson i den svenska Melodifestivalen 2006.
Låten var med i den andra deltävlingen från Karlstad, där Magnus Carlsson var "joker" och tog sig vidare till finalen, där den slutade på åttonde plats. Låten är skriven av Anders Glenmark och Niklas Strömstedt. Lev livet! toppade den svenska singellistan den 16 mars 2006 och låg på listan i 13 veckor. Melodin testades på Svensktoppen 30 april 2006, men misslyckades att ta sig in.

## Låtlista
1. "Lev livet!" - 3:00
2. "Lev livet!" (instrumental) - 3:00

## Listplaceringar
| Lista (2006) | Topplacering |
| ------------ | ------------ |
| Sverige      | 1            |